# Nikon D5100

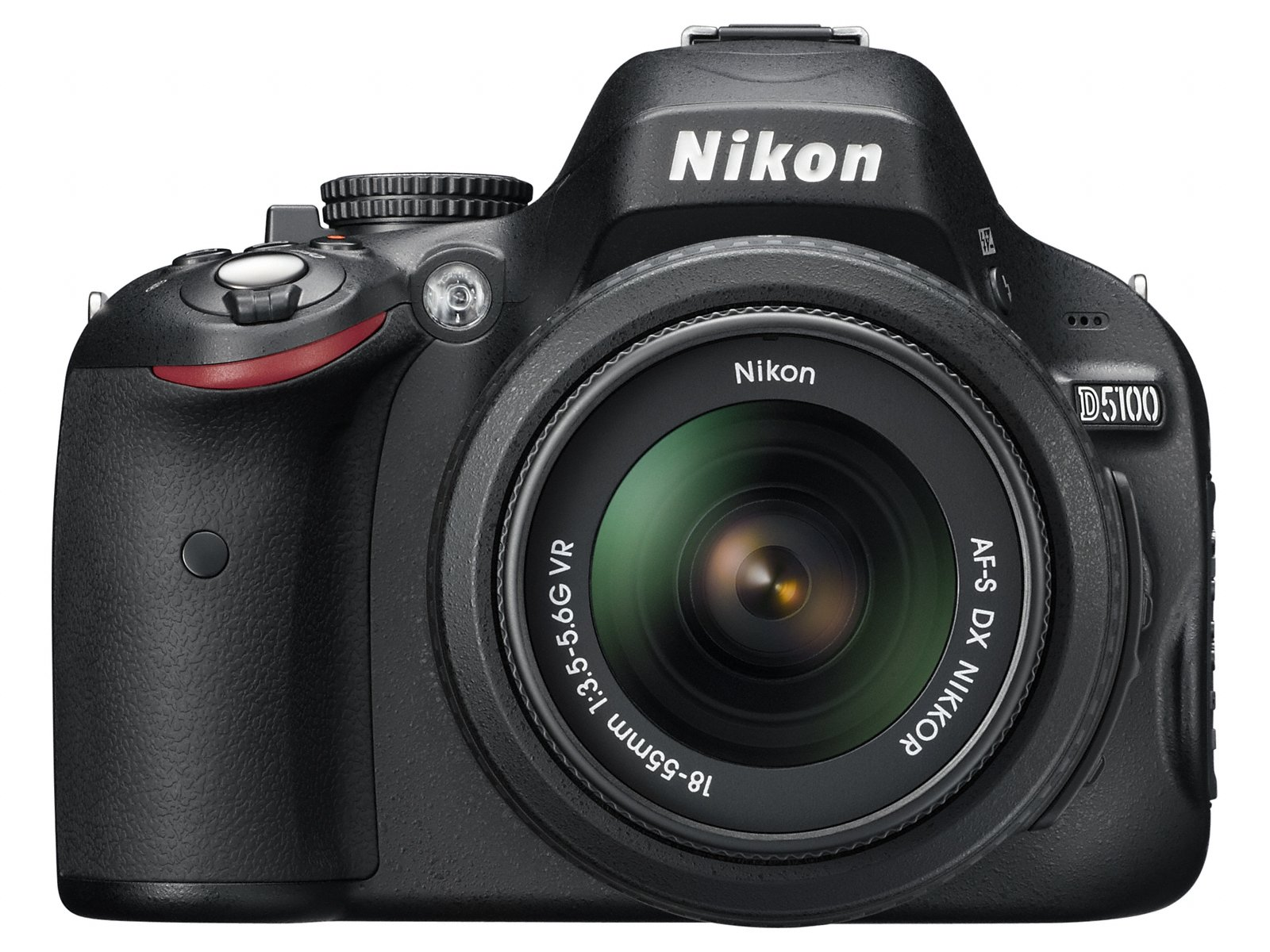
Nikon D5100

Nikon D5100 je amatérská digitální zrcadlovka firmy Nikon, uvedená na trh 22. dubna 2011. Její obrazový snímač CMOS formátu DX má rozlišení 16,2 milionů pixelů. Fotoaparát má 3" výklopný a otočný display s rozlišením 921 000 pixelu. Umožňuje natáčet i videozáznam v rozlišení 1920 x 1080, 1280 x 720 nebo 640 x 480.

## Technická specifikace
- Výrobce: Nikon
- Typ fotoaparátu: jednooká digitální zrcadlovka (DSLR)
- Obrazový procesor: EXPEED 2
- Rozlišení videa: 1920x1080 /30,25,20 fps, 1280x720 /30,25,20 fps, 640x424 /30,25,20 fps
- Typ barevného filtru: RGB
- Formát záznamu: JPEG, MOV, NEF
- Výklopný a otočný 3.0'' LCD monitor s rozlišením 921 000 bodů

## Snímač
- Typ: CMOS
- Velikost snímače: APS-C CMOS (23,6 × 15,6 mm)
- Rozlišení: 16,2 megapixelu

## Objektiv
- Bajonet: Nikon F
- Prodlužovací faktor: 1,5 x